# Carlo Martino Carlone
Carlo Martino Carlone (Lanzo d'Intelvi, 1616 circa – Vienna, 13 aprile 1667) è stato un architetto italiano.

## Biografia
Carlo Martino Carlone proveniva dalla famiglia di artisti Carlone. Egli aveva due fratelli maggiori Domenico e Silvestro. Nel 1644 è attestato il soggiorno di Carlone a Vienna; presumibilmente egli vi era già arrivato in precedenza. A Vienna aveva il titolo di "Architetto dell'Imperatrice-Vedova", che si riferiva a Eleonora Gonzaga-Nevers, la sposa dell'imperatore Ferdinando III. 
Carlone lavorò in stretto contatto con lo zio Giovanni Battista Carlone. Dopo la morte di quest'ultimo, gli subentrò nel suo ufficio e ne sposò la vedova, Elisabetta.
Poco prima della morte, avvenuta nel 1667, sposò la figlia del matematico Riolli, rimasta vedova.

## Opere
- Castello Esterházy in Eisenstadt:

Con questo edificio egli fu responsabile della trasformazione barocca dell'ex palazzo gotico di Wasserburg
- Chiesa dell'Annunciazione a Vienna:

Carlone poté in questo caso essere stato l'architetto realizzatore.
- Castello Petronell:

Realizzato con Domenico Carlone.
- Hofburg:

Carlone eresse insieme a Domenico Carlone l'Amalienburg e l'Ala Leopoldina negli anni 1660/1666, che però già nel 1668 andò distrutta a causa di un incendio.

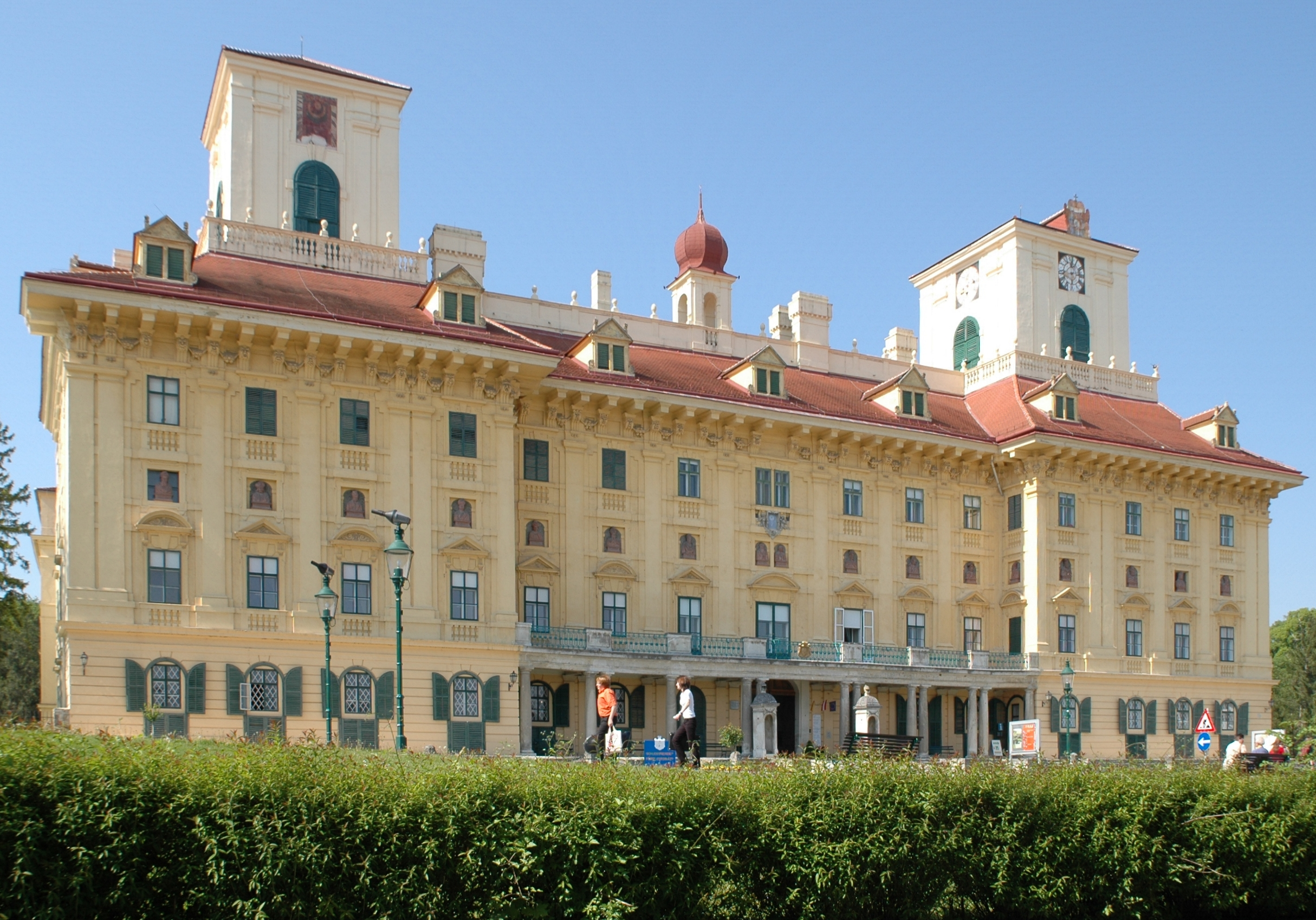
Castello Esterházy a Eisenstadt
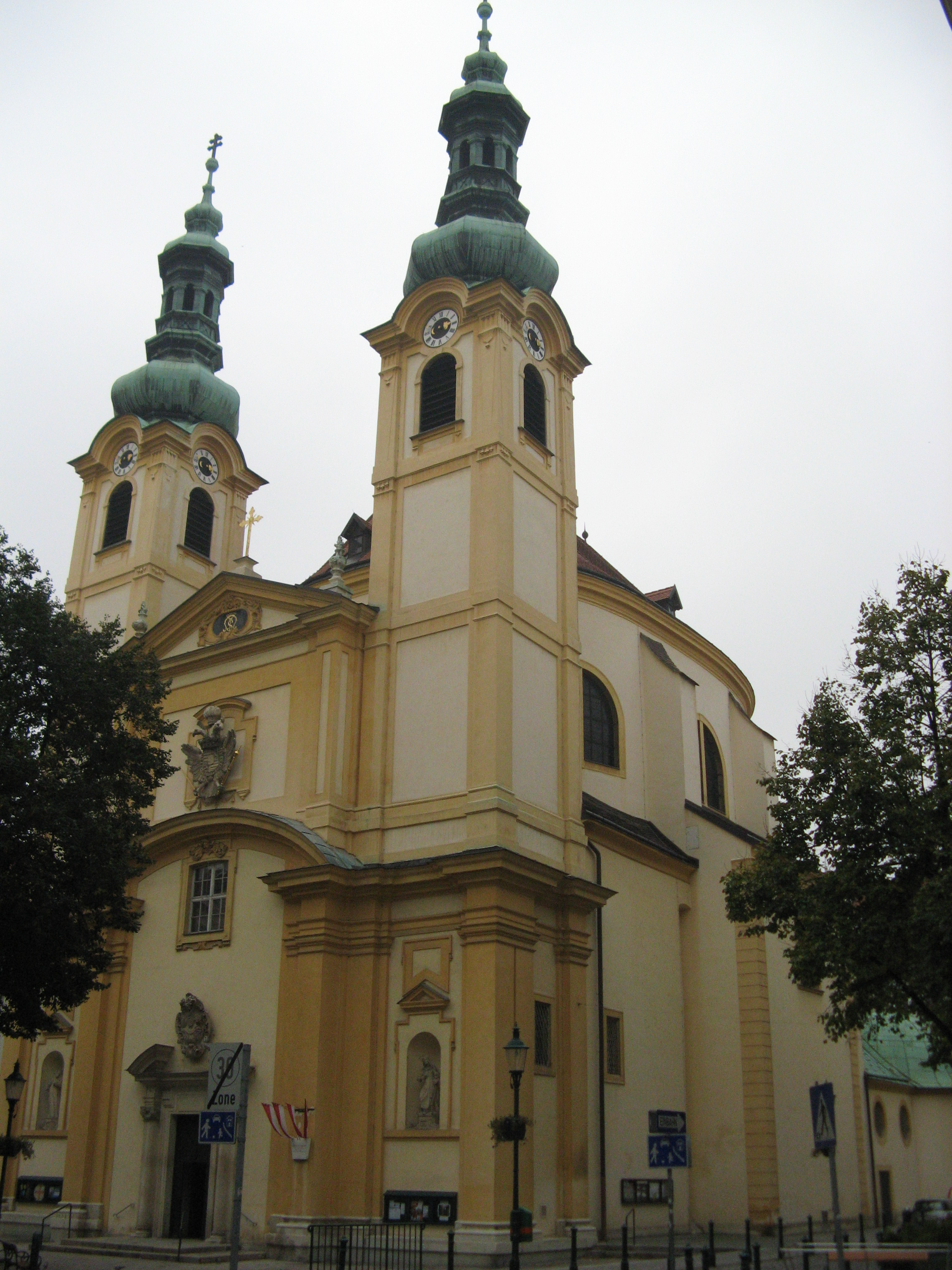
Chiesa dei Serviti a Vienna
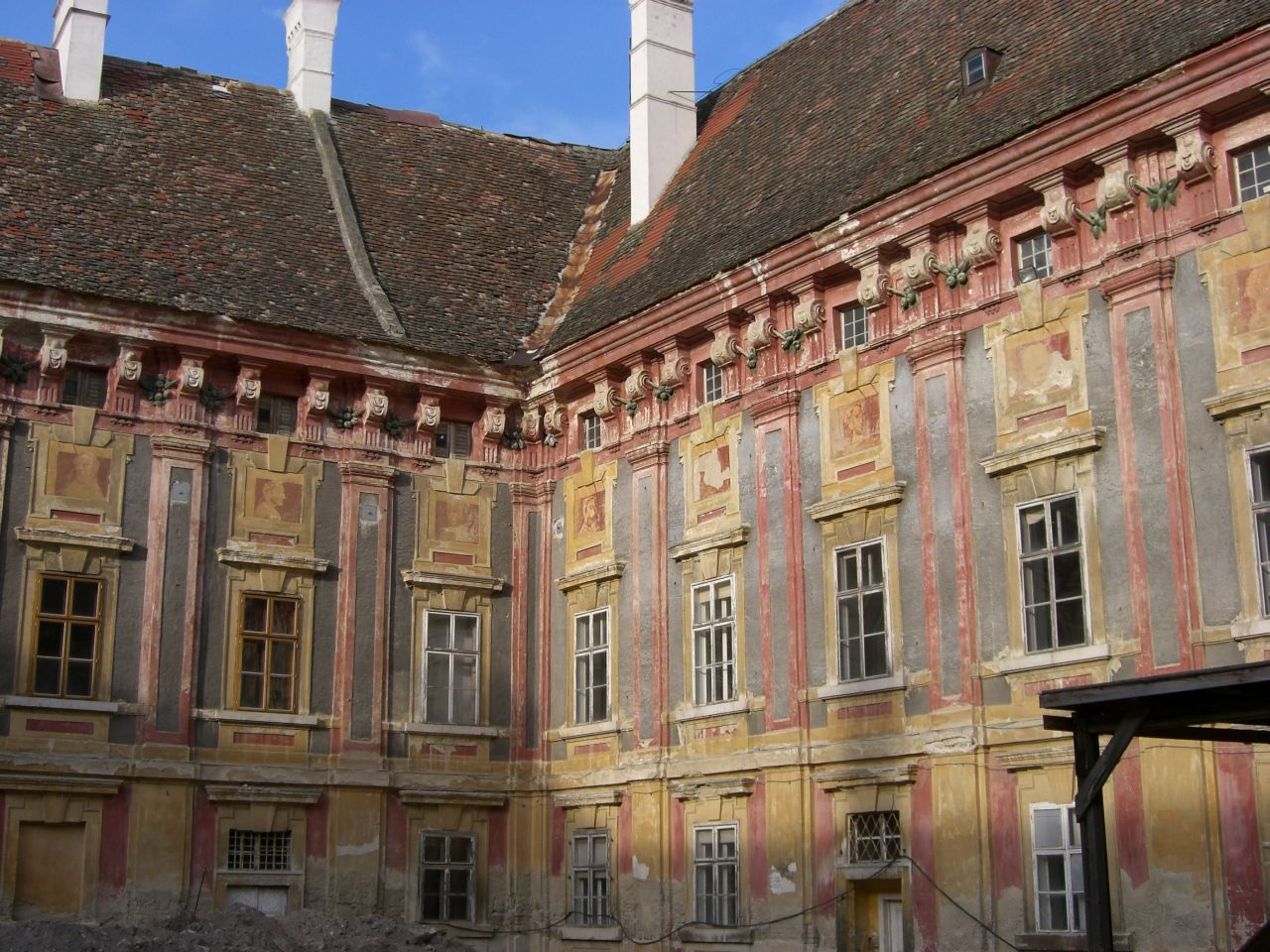
Corte interna del Castello Petronell
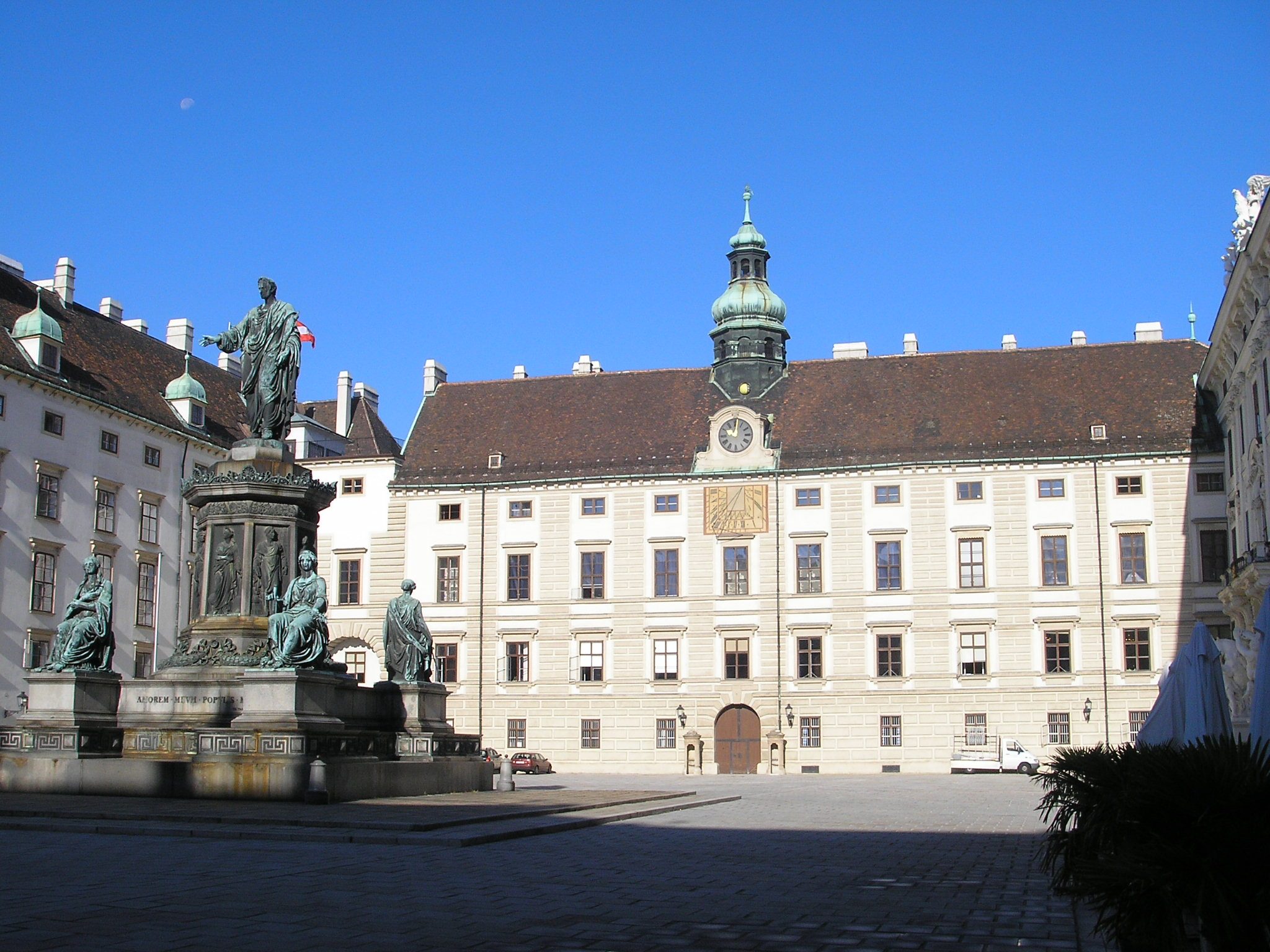
Amalienburg nell'Hofburg di Vienna